# Phaethornis hispidus
Phaethornis hispidus là một loài chim trong họ Trochilidae.
Chúng được tìm thấy trong Bolivia, Brazil, Colombia, Ecuador, Peru, và Venezuela. Môi trường sống tự nhiên của chúng là rừng ẩm vùng đất thấp nhiệt đới hoặc cận nhiệt đới và đầm lầy nhiệt đới hoặc cận nhiệt đới.

## Chú thích

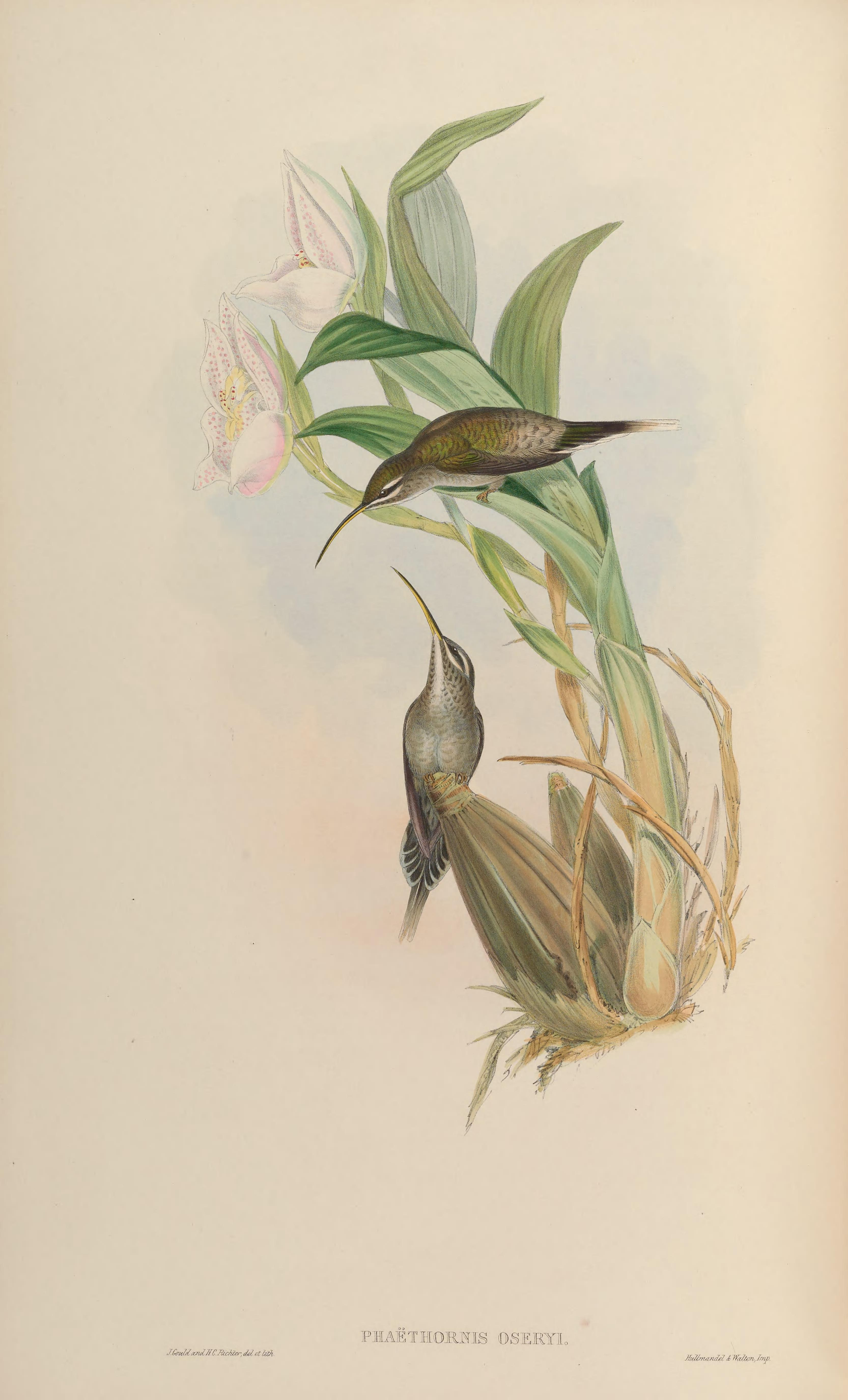